# Nordeste

Rosa de los vientos mostrando el Nordeste.

El nordeste o noreste es la zona intermedia entre los puntos cardinales norte y este (ubicada a 45 grados exactos de cada uno de ellos).